# فراس كيلاني
فراس كيلاني (2 أبريل 1976 في دمشق - ) صحفي ومخرج أفلام فلسطيني بريطاني ومراسل بي بي سي عربي.[بحاجة لمصدر] بدأ حياته المهنية في مجال الإعلام في عام 1995، حيث عمل كمخرج وصانع أفلام وثائقية حتى عام 2006، عندما غادر إلى الإمارات العربية المتحدة للعمل في صحيفة البيان.
في عام 2009، انضم كيلاني إلى خدمة بي بي سي العالمية (بالإنجليزية: BBC World Service)‏، حيث عمل كرئيس تحرير الأخبار في اثنين من البرامج الرائدة في بي بي سي العربية، العالم في واحد (بالإنجليزية: The World at One)‏ والنسخة العربية من نيوزنايت، قاد كيلاني الفِرق إداريًا وتحريريًا، يشتهر بتغطيته في مناطق الحرب في الشرق الأوسط، خاصة من ليبيا والعراق وسوريا.

## معركة الموصل
في نوفمبر 2016، أثناء تغطية الكيلاني وزميله المصور ماريك بولاسفسكي لمعركة الموصل (2016–17) في العراق، كانا يلاحقان الجنود وهم يتجهون من بيت لآخر وهم يمشطون منازل المشتبه في أنهم من المسلحين في المدينة عندما انفجرت سيارة مفخخة. أظهر مقطع فيديو قيام داعش بشن هجوم كامل.
قال الكيلاني إن القوات العراقية احتاجت ثلاث ساعات لاحتواء الهجوم.